# Earl Long

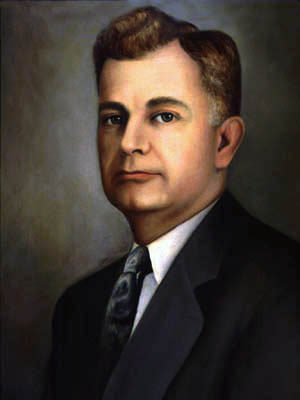
Earl Long

Earl Kemp Long (* 26. August 1895 in Winnfield, Winn Parish, Louisiana; † 5. September 1960 in Alexandria, Louisiana) war ein US-amerikanischer Politiker und zwischen 1939 und 1960 dreimaliger Gouverneur des Bundesstaates Louisiana. Er gilt als einer der eigenwilligsten, aber auch populärsten US-Politiker dieser Zeit.

## Frühe Jahre und politischer Aufstieg
Earl Long war der jüngere Bruder von Huey Pierce Long, der zwischen 1928 und 1932 Gouverneur von Louisiana und dann bis zu seiner Ermordung im Jahr 1935 US-Senator gewesen war. Earl Long besuchte die Tulane University und studierte anschließend an der Loyola University New Orleans Jura. Wie sein Bruder wurde auch Earl Mitglied der Demokratischen Partei. Zwischen 1928 und 1932 war er Leiter des Finanzamtes im Orleans Parish. Zu dieser Zeit hatte er sich mit seinem Bruder, der damals der mächtigste und einflussreichste Politiker in Louisiana war, entzweit. Als sich Earl Long 1931 um das Amt des Vizegouverneurs bewarb, unterlag er vor allem wegen der fehlenden Unterstützung seines Bruders. Später fanden die beiden dann wieder zusammen.
Nach der Ermordung seines Bruders im Jahr 1935 übernahm Earl Long allmählich die Führung der Demokraten in Louisiana. Im Jahr 1936 wurde er Vizegouverneur und Vertreter von Gouverneur Richard W. Leche. Nachdem dieser unter dem Druck von Korruptionsvorwürfen am 26. Juni 1939 von seinem Amt zurücktrat, fiel Earl Long als amtierendem Vizegouverneur diese Stelle zu.

## Gouverneur von Louisiana
Zunächst musste Long die angebrochene Amtszeit seines Vorgängers beenden. Diese lief noch bis zum 14. Mai 1940. Long bewarb sich aber für die im Jahr 1940 anstehenden Gouverneurswahlen um eine eigene Amtszeit. Er konnte sich aber in den Vorwahlen seiner Partei nicht gegen Sam H. Jones durchsetzen und musste daher sein Amt im Mai an diesen abgeben. Im Jahr 1944 bewarb sich Long erfolglos um das Amt des Vizegouverneurs. Am 20. April 1948 wurde Earl Long dann doch zum Gouverneur von Louisiana gewählt. Seine zweite Amtszeit begann am 11. Mai 1948 und endete am 13. Mai 1952. In dieser Zeit wurden die Lehrerbezüge erhöht, um diesen Beruf attraktiver zu machen. Verschiedene Steuern wurden angehoben und der öffentliche Dienst wurde reformiert.
Aufgrund einer Verfassungsklausel durfte Long im Jahr 1952 nicht direkt wieder kandidieren. Aber im April 1956 wurde er erneut in das Amt des Gouverneurs gewählt, das er dann am 8. Mai antrat und bis zum 10. Mai 1960 ausübte. In seiner letzten Amtszeit wurden an den Schulen kostenlose Mittagessen eingeführt. Das Gehalt der afroamerikanischen Lehrer wurde dem der weißen Lehrer angepasst. Long setzte sich auch für eine Verbesserung des Wahlrechts zu Gunsten der schwarzen Bevölkerung ein. Das schuf eine Opposition aus konservativen Kräften, mit denen er sich auseinandersetzen musste. Unabhängig davon war seine letzte Amtszeit von zunehmenden gesundheitlichen Problemen überschattet. So musste er zeitweise sogar in eine Nervenheilanstalt eingewiesen werden. Aufgrund seiner Macht als Gouverneur entließ er sich selbst aus der Anstalt und feuerte den Anstaltsleiter, der durch einen Parteigänger ersetzt wurde.

## Lebensende

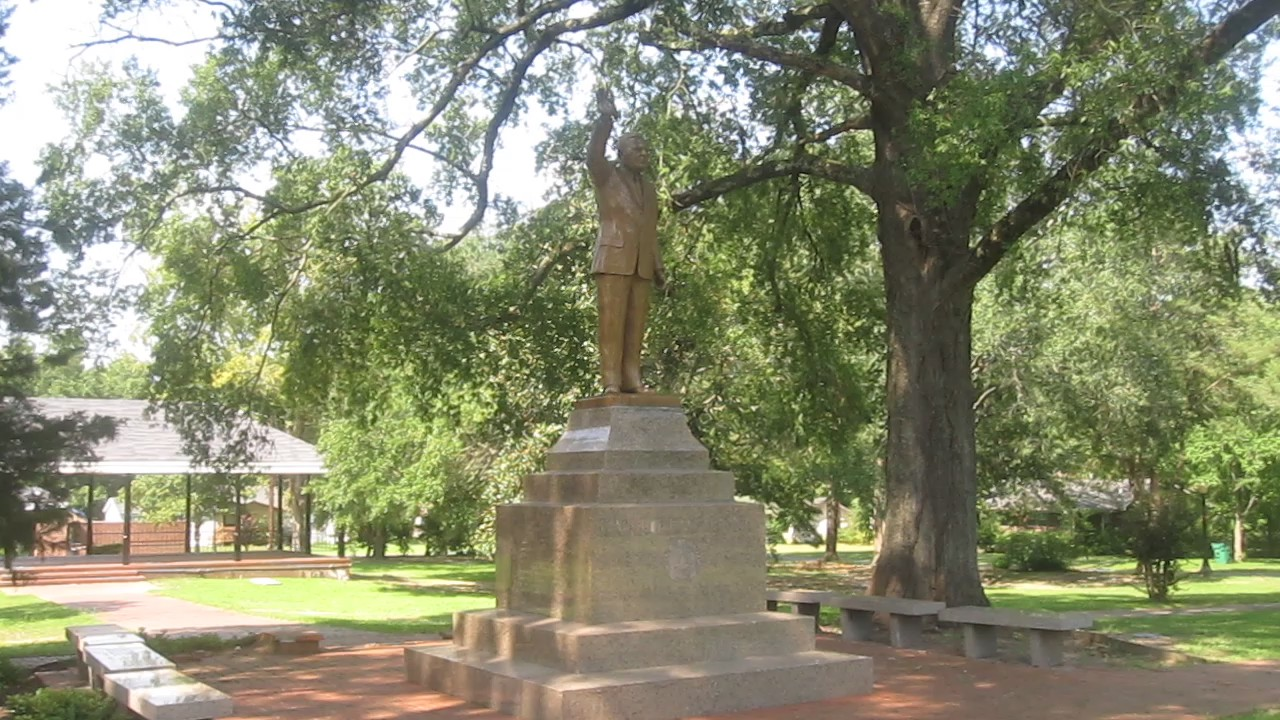
Longs Grab in Winnfield

Trotz seiner gesundheitlichen Probleme wurde Long im Jahr 1960, nach dem Ende seiner Gouverneurszeit, in das US-Repräsentantenhaus gewählt. Er konnte dieses Mandat aber nicht mehr antreten, weil er zuvor verstarb. Earl Long war mit Blanche B. Revere verheiratet.